# 米尔蒂安地区阿西
米尔蒂安地区阿西（法語：Acy-en-Multien，法語發音：[asi ɑ̃ myltjɛ̃]）是法国瓦兹省的一个市镇，位于该省东南部，属于桑利斯区。米尔蒂安地区阿西有时被认为是米尔蒂安地区的首府。

## 地理
米尔蒂安地区阿西（49°6'18"N, 2°57'17"E）面积11.47 平方千米，位于法国上法蘭西大區瓦兹省，该省份为法国北部内陆省份，北起索姆省，西接厄尔省和滨海塞纳省，南至塞纳-马恩省和瓦兹河谷省，东临埃纳省。
与米尔蒂安地区阿西接壤的市镇（或旧市镇、城区）包括：布扬西、万西-马讷夫尔、埃塔维尼、雷-福斯马丹、米尔蒂安地区罗苏瓦。

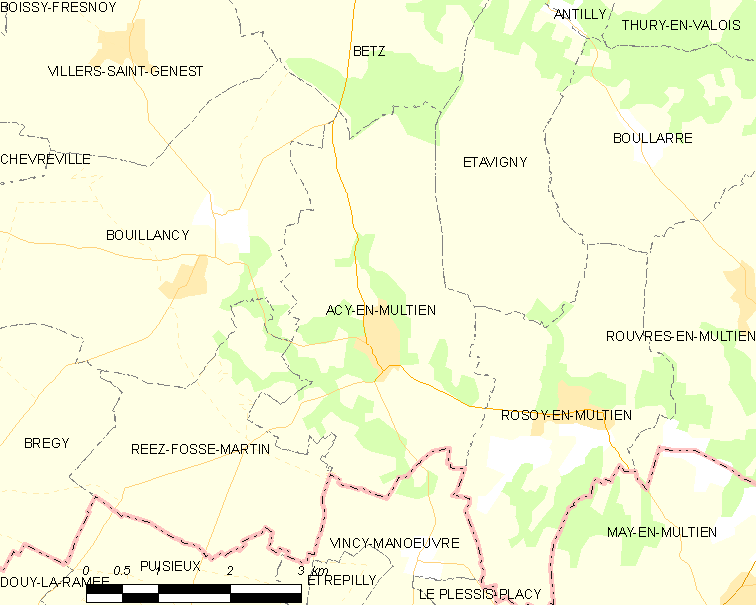
米尔蒂安地区阿西的OSM定位图

米尔蒂安地区阿西的时区为UTC+01:00、UTC+02:00（夏令时）。

## 行政
米尔蒂安地区阿西的邮政编码为60620，INSEE市镇编码为60005。

## 政治
米尔蒂安地区阿西所属的省级选区为楠特伊勒欧杜安县。

## 人口

1962-2008年间米尔蒂安地区阿西人口变化图示

米尔蒂安地区阿西于2022年1月1日时的人口数量为844人。